# 3e corps de cavalerie de la Garde
Pour les articles homonymes, voir 3e corps d'armée.
Le 3e corps de cavalerie de la Garde est un corps militaire de l'Union soviétique. Il est en service durant la Seconde Guerre mondiale, notamment sur le front de l'est. Il fut formé à partir du 5e Corps de Cavalerie (ru) le 25 décembre 1941. Ce corps appartient, lors de sa création le 9 décembre 1942, à la 5e armée de choc de l'Union Soviétique. Ce corps était composé de : 
- la 5e Division de Cavalerie de la Garde ;
- la 6e Division de Cavalerie de la Garde ;
- la 32e Division de Cavalerie[1].

## Commandants
Le 3e corps de cavalerie de la Garde est commandé à sa création par le général Vasily Dmitrievich Kryuchenkin jusqu'au 3 juillet 1942. Le général Issa Aleksandrovich Pliev le dirige ensuite jusqu'au 27 décembre 1942, puis le général Nikolai Sergeevich Oslikovskiy jusqu'au lendemain de la capitulation Allemande, le 9 mai 1945.

## Combats
Ce corps s'est battu sur le front de l'est de sa création jusqu'au 9 mai 1943, entre le 14 août 1943 et le 31 août 1943, entre le 9 septembre 1943 et le 3 février 1944, ainsi que du 27 février 1944 au 4 juin 1944 et du 12 juin 1944 au 9 mai 1945.
Il est dissous en juillet 1945 à Lublin.